# Oxyrhabdium modestum
Espèce
Synonymes
- Stenognathus modestus Duméril, 1853
- Geophis schadenbergi Fischer 1885

Statut de conservation UICN

 LC  : Préoccupation mineure
Oxyrhabdium modestum est une espèce de serpents de la famille des Lamprophiidae.

## Répartition
Cette espèce se rencontre :
- sur l'île de Java en Indonésie ;
- aux Philippines sur les îles de Basilan, de Bohol, de Dinagat, de Leyte, de Mindanao, de Negros et de Samar.

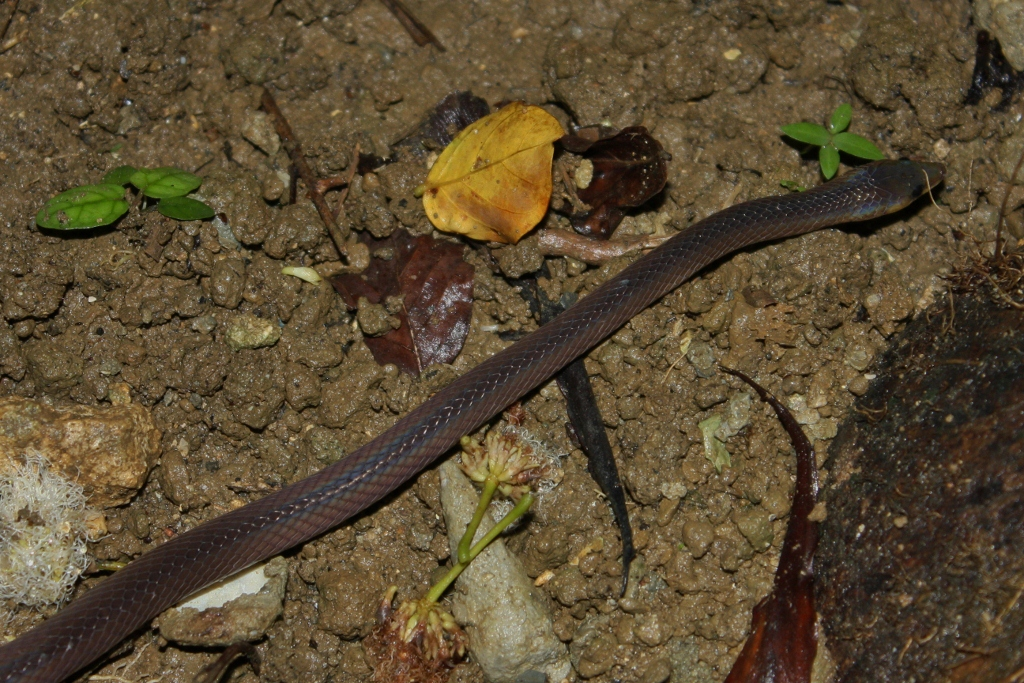

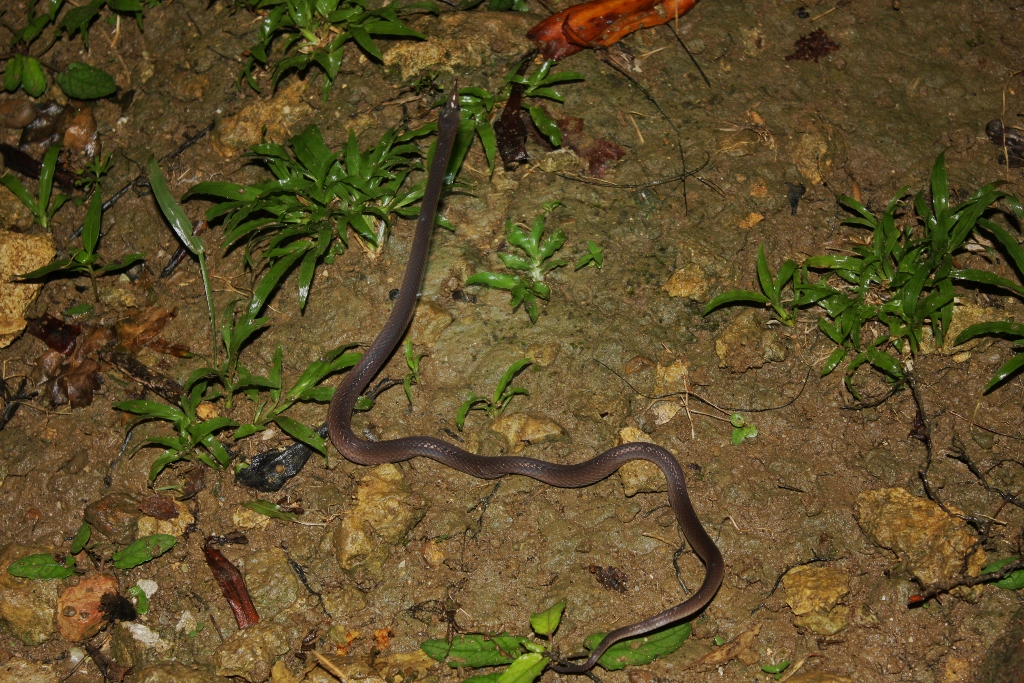

## Publication originale
- Duméril, 1853 : Prodrome de la classification des reptiles ophidiens. Mémoires de l'Académie des sciences, Paris, vol. 23, p. 399-536 (texte intégral).